# アクリンズ
アクリンズ（英語: Acklins）はバハマの県である。県都はマーソン・ベイ（Mason Bay）。

## 隣接行政区画
- クルックド島
- マヤグアナ島

## 交通
- スプリング・ポイント空港（英語版）